# Icewind Dale (computerspil)
 For alternative betydninger, se Icewind Dale. (Se også artikler, som begynder med Icewind Dale)
Icewind Dale er et CRPG. Det er opkaldt efter den arktiske region af Faerûn, hvor spillet foregår. Det blev udgivet af Black Isle Studios i 2000. 
Spillet er, som mange andre spil i den genre, baseret på den kendte Infinity motor, lavet af Bioware.
Spillet blev en så stor succes, at der i 2001 kom en udvidelse, Icewind Dale: Heart of Winter, og i 2002 en egentlig fortsættelse Icewind Dale II.
I slutningen af 2003 blev Black Isle Studios lukket af dets moderselskab Interplay, og således ser Icewind Dale-spilserien ud til at være sluttet.